# Biatora rufidula
Biatora rufidula (Graewe) S. Ekman & Printzen, es una especie de liquen crustáceo de la familia Ramalinaceae que vive principalmente en la superficie de la corteza de árboles (corticícola). Esta especie presenta un color gris a hialino en su superficie y blanco a amarillo parduzco tanto en el epitecio como en el hipotecio. Por lo general Biatora rufidula no presenta soredios en su superficie; la reproducción tiene lugar solo por parte del micobionte mediante ascosporas elipsoides uni a triseptadas de entre 12 y 21 micras de diámetro generadas en conidios baciliformes.

## Sinonimia
- Bilimbia rufidula Graewe Basónimo